# Pyrrhalta viburni
Pyrrhalta viburni är en skalbaggsart som först beskrevs av Gustaf von Paykull 1799.  Pyrrhalta viburni ingår i släktet Pyrrhalta och familjen bladbaggar. Arten är reproducerande i Sverige.

## Bildgalleri

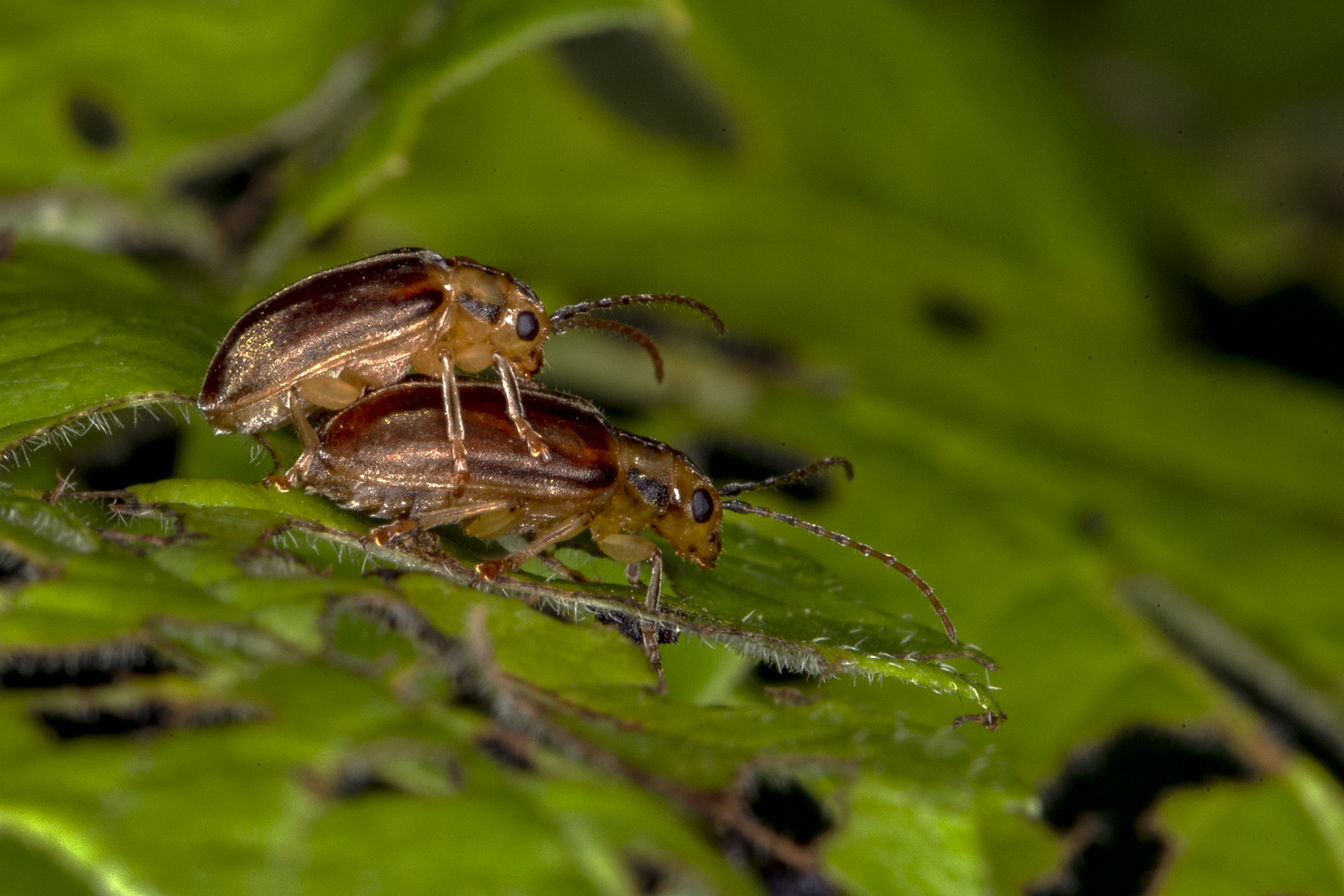
Parning
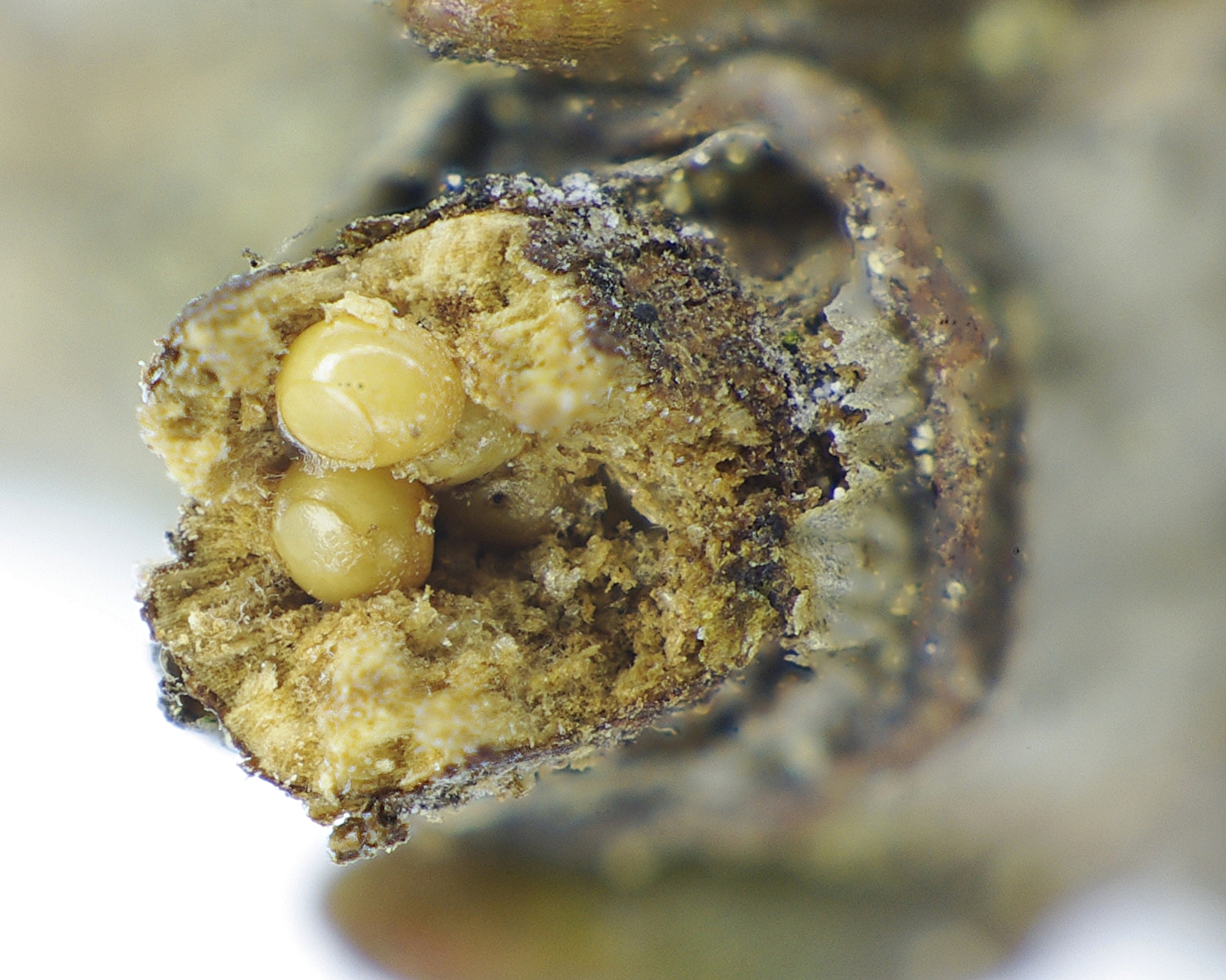
Ägg
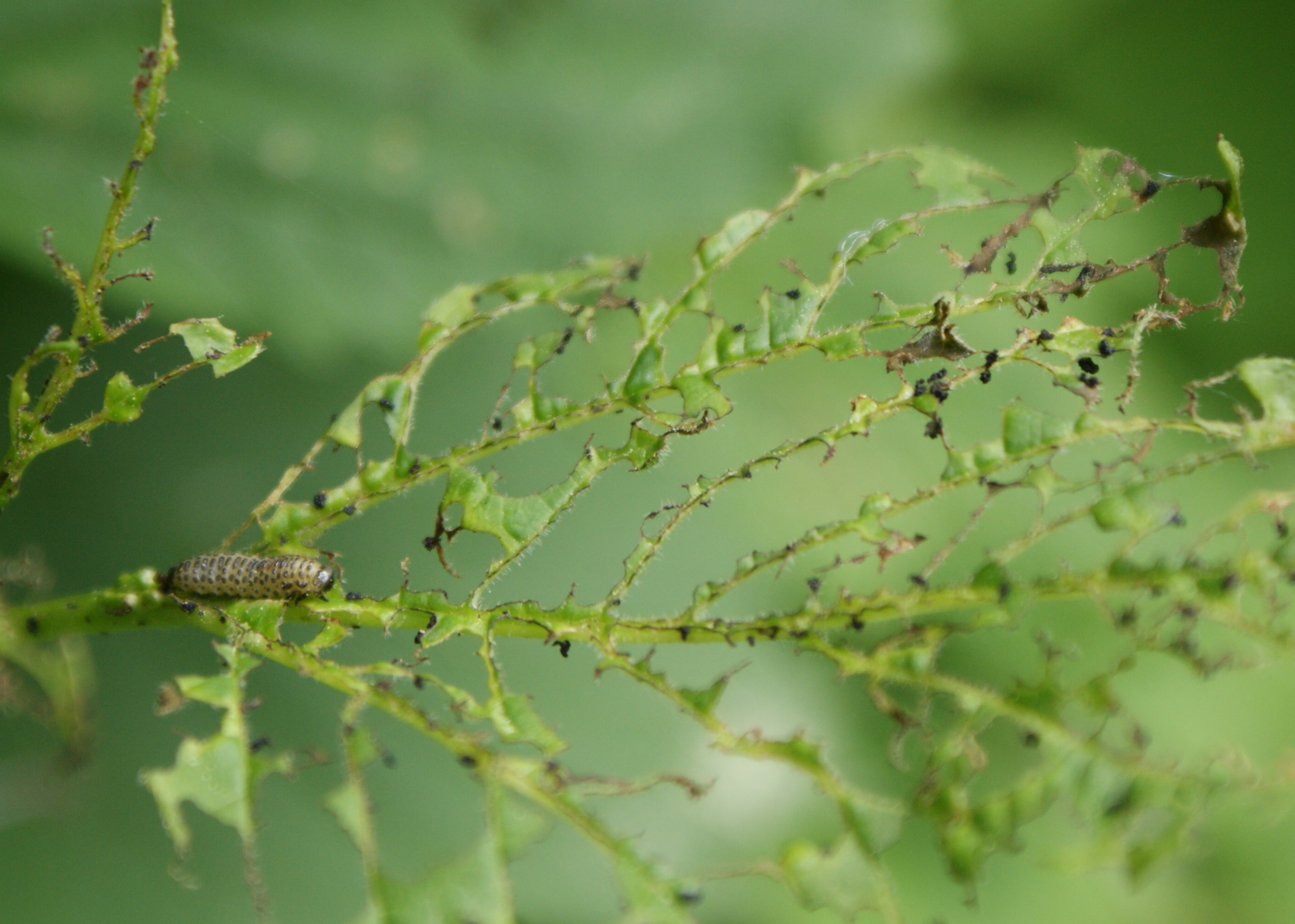
Larv
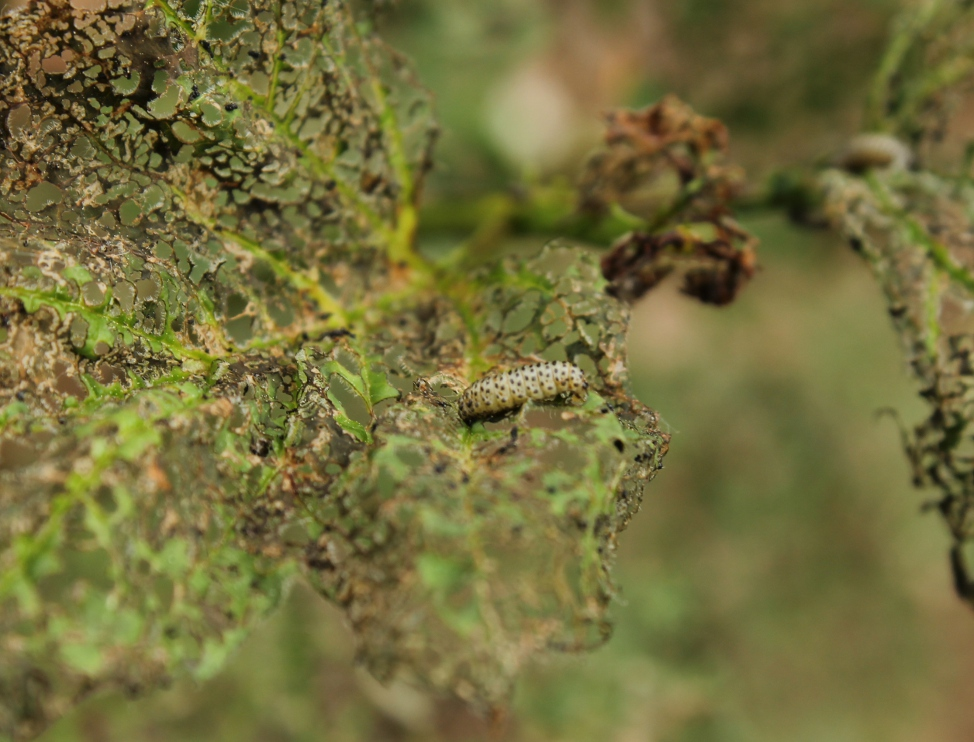
Larv
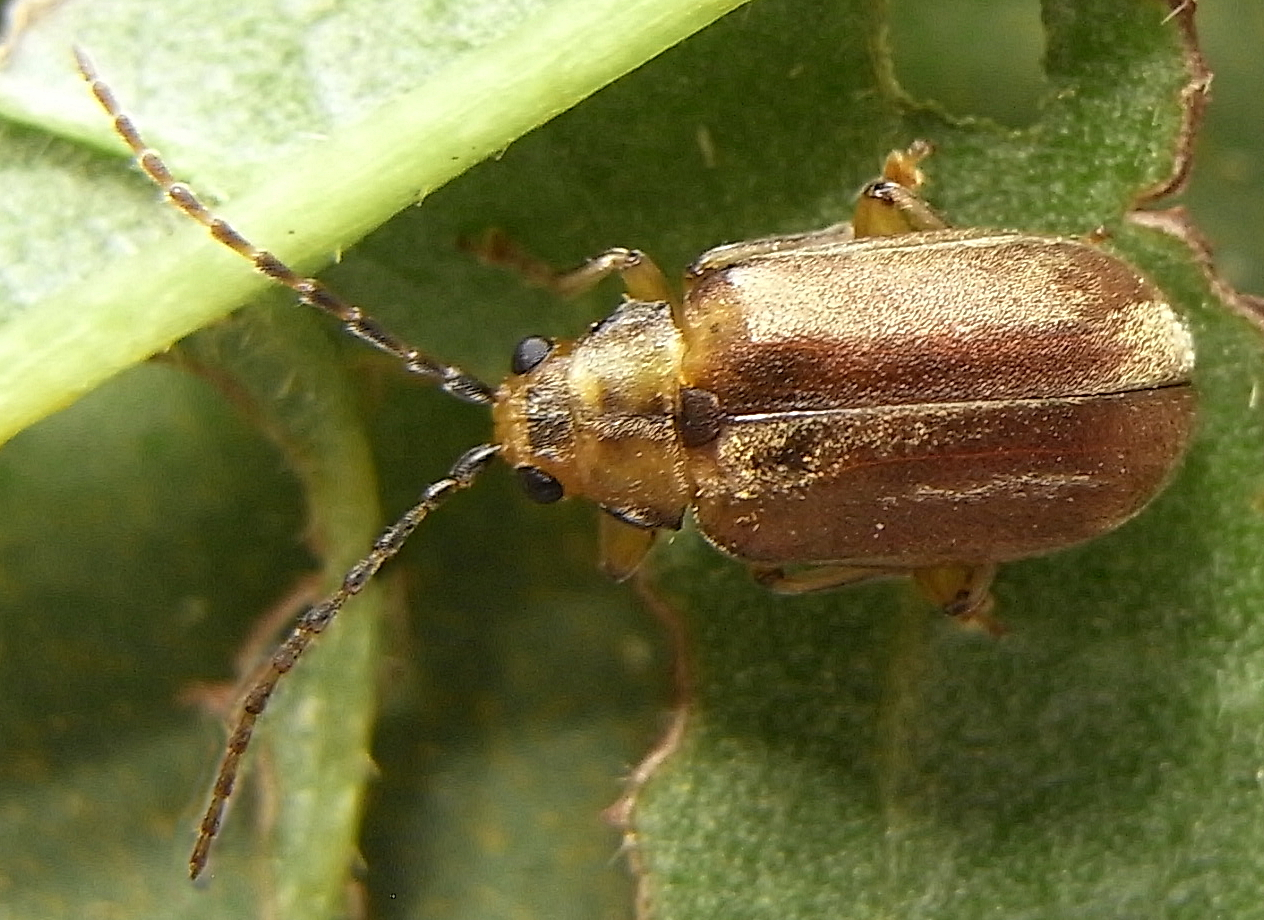
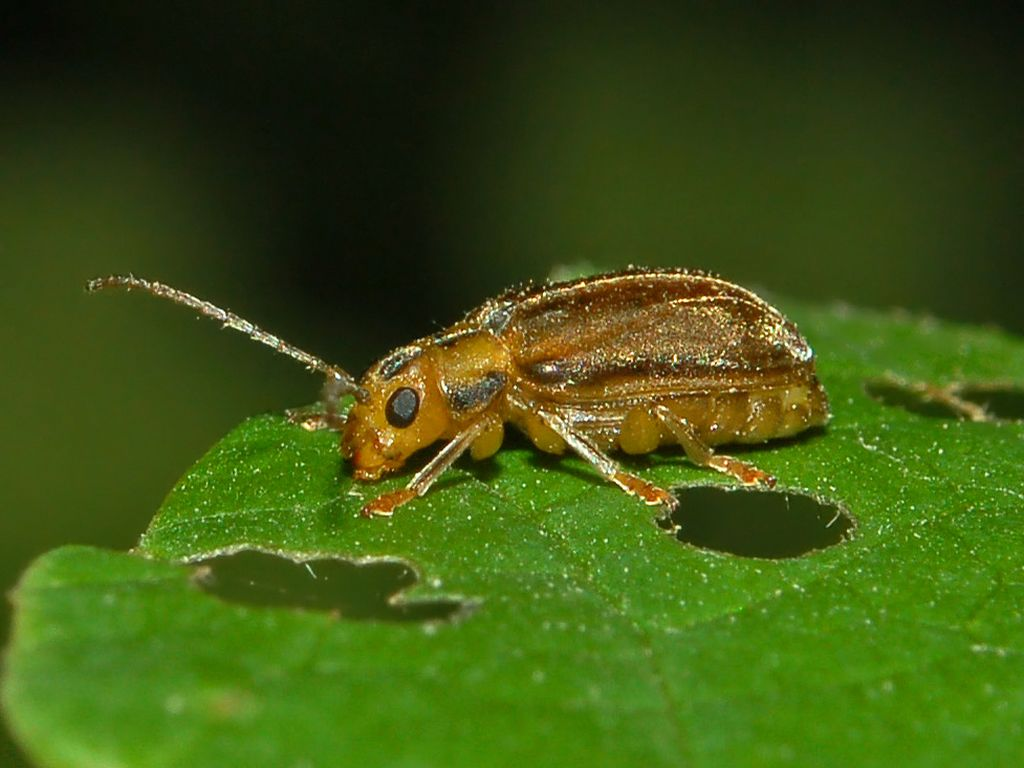